# Kameane, Vilneansk
Kameane (în ucraineană Кам`яне) este o așezare de tip urban din raionul Vilneansk, regiunea Zaporijjea, Ucraina. În afara localității principale, nu cuprinde și alte sate.

## Demografie
Componența lingvistică a așezării de tip urban Kameane
     Ucraineană (87,89%)
     Rusă (11,88%)
     Alte limbi (0,16%)
Conform recensământului din 2001, majoritatea populației așezării de tip urban Kameane era vorbitoare de ucraineană (87,89%), existând în minoritate și vorbitori de rusă (11,88%).